# Кишкино (Ступинский район)
Кишкино́ — деревня в городском округе Ступино Московской области.

## География
Расположена на севере района, на суходоле, высота центра деревни над уровнем моря — 210 м.
В 30 км на юго-восток находится город Ступино — центр городского округа. В 2,5 км на север — деревня Кунавино. До платформы Привалово — 5 км на восток, до станции Михнево — 6,5 км на юго-запад.

## Население
| 2002 | 2006 | 2010 |
| ---- | ---- | ---- |
| 34   | ↘1   | →1   |

На 1886 год в Кишкино было 443 двора и 221 житель.
На 2016 год, фактически, дачный посёлок. В деревне 5 улиц, 8 переулков и 7 садовых товариществ. Проживал 1 человек.

## История
Впервые в исторических документах селение упоминается в писцовой книге 1577 года, как село Кишкино, Оленино тож с церковью Рождества Пресвятой Богородицы.
С 1723 года имение носило название Кишкино-Оленино и Кишкино-Пустое и принадлежало приближенному Петра I, капитан-поручику Г. Г. Скорнякову-Писареву.
В 1780 году была построена церковь Казанской иконы Божией Матери в стиле раннего классицизма с приёмами барокко.

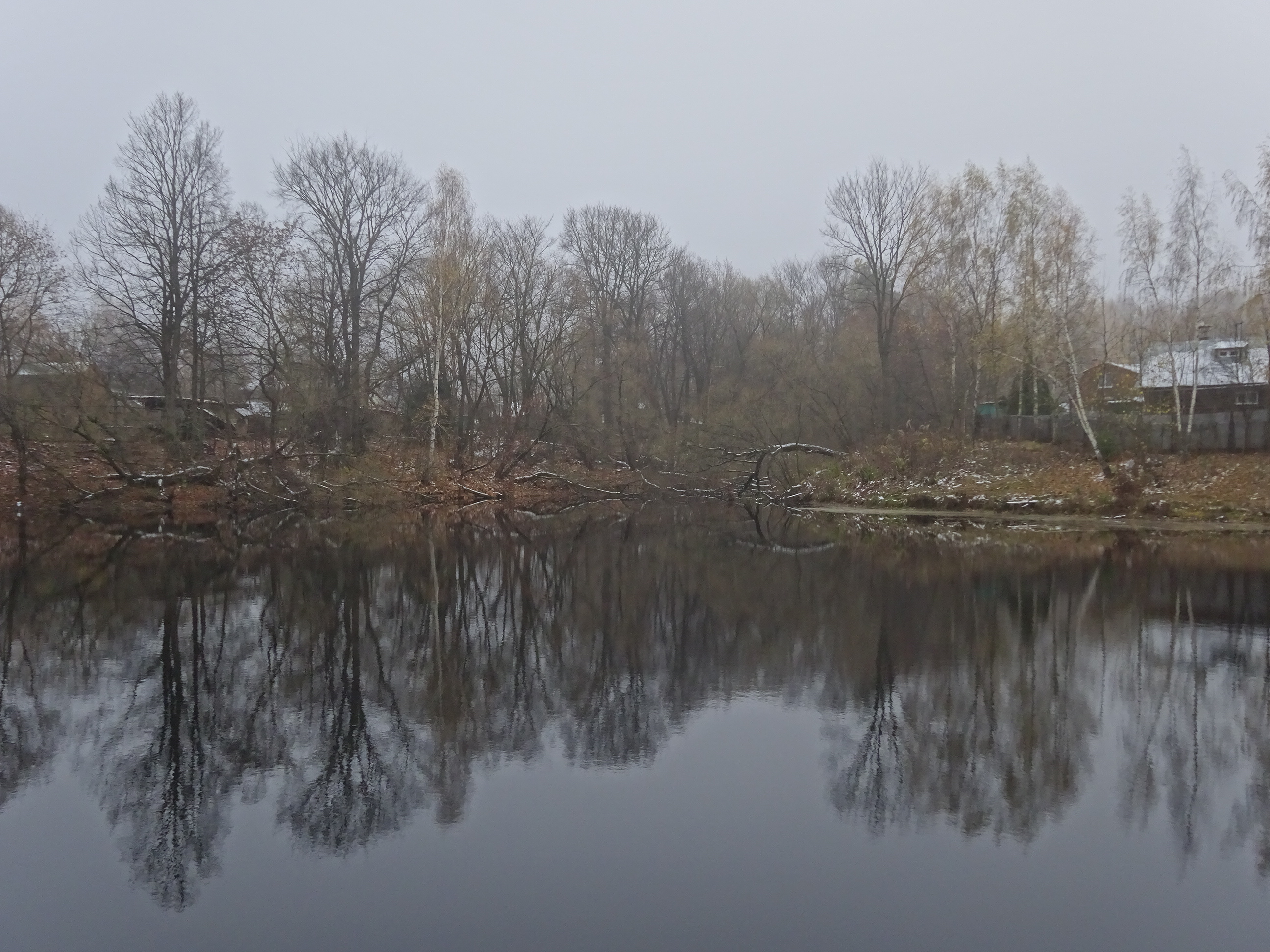
Пруд

С 1780 года усадьбой владела генеральша Н. А. Олиц. При ней в селе началось строительство усадьбы Богородское, от которой сохранились остатки липового парка, пруд, несколько руинированых строений и церковь.
В конце XVIII века усадьбой владел И. А. Поздняков, в 1835—1868 годах — Н. А. Кавецкая, позже — её дочь А. А. Кавецкая.
На 1886 год село Богородское (Кишкино) входило в Вельяминовскую волость Серпуховского уезда Московской губернии. Действовали церковно-приходская школа и 12 лавок.
Последним владельцем усадьбы до революции 1917 года был И. И. Муханов.
Церковь и усадьба являются памятником архитектуры федерального значения.
До 2006 года деревня входила в Татариновский сельский округ.
До 2017 года — в Ступинский район в составе Городского поселения Михнево.